# Celtis zenkeri
Celtis zenkeri är en hampväxtart som beskrevs av Adolf Engler. 
Celtis zenkeri ingår i släktet Celtis och familjen hampväxter. Inga underarter finns listade i Catalogue of Life.